# Municipio de Afton (Kansas)
El municipio de Afton (en inglés: Afton Township) está ubicado en el condado de Sedgwick, en el estado de Kansas (Estados Unidos).

## Geografía
El municipio de Afton se encuentra ubicado en las coordenadas 37°36′43″N 97°39′11″O / 37.61194, -97.65306. Según la Oficina del Censo de los Estados Unidos, en 2010 tenía una superficie total de 92,95 km², de la cual 91,34 (98,27%) correspondían a tierra firme y 1,61 (1,73%) a agua.

## Demografía
Según el censo de 2010, el municipio de Afton estaba habitado por 1531 personas y su densidad de población era de 16,47 hab/km². Según su raza, el 95,17% de los habitantes eran blancos, el 1,7% negros o afroamericanos, el 0,26% amerindios o nativos de Alaska, y el 0,78% asiáticos. Además, el 2,09% pertenecían a dos o más razas y, del total de la población, el 2,48% eran hispanos o latinos de cualquier raza.